# 张洁清
张洁清 （1912年10月12日—2015年5月26日）， 河北霸县人，作家、政治家、中共党员，中央政治局委员、第六届全国人大常委会委员长彭真的夫人。1933年张洁清被国民党逮捕入狱数月。毕业于北京师范大学。文化大革命期间受迫害入狱7年。

## 家庭情况
张洁清与彭真最初相识于1935年，当时彭真刚从监狱释放，暂住北平的大义社。张秀岩通过张洁清与彭真接头，之后两人逐渐有好感，两人交往直至彭真返回延安。1939年，张洁清抵达延安，与彭真再次相见，两人同年在延安结婚。文化大革命期间，两人均被迫害入狱。1975年，两人从秦城监狱出狱，流放到了陕西商洛，1978年底返回北京。
两人一共有三子一女，还有一位养女。
- 长女傅彦，北京富利公司董事长，曾任中国欧美进出口公司党委书记、中国欧美进出口公司总经理[3]。
- 次子傅锐，原中国核工业公司副总经理。
- 三子傅洋，是中华全国律师协会副会长、北京康达律师事务所所长。
- 四子傅亮，深圳名商高尔夫球会董事长，北京金世纪发展公司董事长[4]。
- 养女刘朝兰，刘以纯的独生女儿。刘以纯因晋西事变被阎锡山杀害，彭真夫妇便将刘朝兰作为养女收养，后成为作家[5]。

## 荣誉

### 外国勋章奖章
- 王后大十字勋章（柬埔寨，1964年10月5日于北京颁发[6]）